# Tony Ramos
Antonio de Carvalho Barbosa Ramos (Arapongas, Paraná, 25 de agosto de 1948), más conocido como Tony Ramos, es un actor brasileño con más de cinco décadas en la actuación y ha participado tanto en teatro como en televisión y en el cine.
Recientemente Tony hizo una aparición especial en 45 do Segundo Tempo, donde interpretó a Pedro Baresi. Compartió créditos con Ary França y Cássio Gabus Mendes. En la Rede Globo su más reciente participación fue en Verão 90 como la voz de Figueirinha.

## Biografía

### Vida personal
Tiene una esposa, Lidiane Barbosa, desde 1969. Tienen dos hijos: Rodrigo, un doctor, y Andrea, una abogada.

## Filmografía

#### Televisión
- 1965 - A Outra.... Vevé
- 1966 - O Amor Tem Cara de Mulher
- 1967 - Os Rebeldes .... Frank Sobrinho
- 1968 - Os Amores de Bob .... Bob
- 1968 - Antônio Maria.... Gustavo
- 1969 - Nino, o Italianinho.... Rubinho
- 1970 - Simplesmente Maria.... Toninho
- 1970 - As Bruxas.... Tito
- 1971 - Hospital.... Luís Carlos
- 1972 - A Revolta dos Anjos
- 1972 - Na Idade do Lobo
- 1972 - Vitória Bonelli.... Tiago Bonelli
- 1973 - Rosa dos Ventos.... Quico
- 1974 - Ídolo de Pano.... Luciano
- 1974 - Os Inocentes.... Marcelo
- 1975 - A Viagem.... Téo
- 1976 - O Julgamento.... Lico
- 1976 - Ano Internacional da Criança .... presentador
- 1977 - Espelho Mágico.... Paulo Morel/Cristiano
- 1977 - O Astro.... Márcio Hayala
- 1978 - Caso Especial, O Caminho das Pedras Verdes
- 1979 - Pai Herói.... André Cajarana
- 1980 - Chega Mais.... Tom
- 1981 - Show do Mês .... presentador
- 1981 - Baila Comigo.... João Victor Gama/Quinzinho
- 1982 - Caso Verdade, O Menino do Olho Azul ....
- 1982 - Elas por Elas
- 1982 - Sol de Verão.... Abel
- 1983 - Champagne.... Nil
- 1984 - Livre para Voar.... Pardal
- 1985 - Grande Sertão: Veredas .... Riobaldo
- 1986 - Selva de Pedra.... Cristiano Vilhena
- 1988 - O Primo Basílio .... Jorge Carvalho
- 1988 - Bebê a Bordo.... Tonico Ladeira
- 1990 - Boca do Lixo
- 1990 - Rainha da Sucata.... Edu
- 1991 - O Sorriso do Lagarto .... João Pedroso
- 1991 - Felicidade.... Álvaro Peixoto
- 1993 - Você Decide .... presentador
- 1993 - Olho no Olho.... Padre Guido
- 1993 - O Mapa da Mina
- 1995 - La próxima víctima.... Juca Mestieri
- 1995 - Não Fuja da Raia
- 1996 - Você Decide .... presentador
- 1996 - Anjo de Mim.... Floriano Ferraz
- 1996 - A Vida como Ela É .... varios personajes
- 1998 - Você Decide, Desencontro
- 1998 - Torre de Babel.... José Clementino da Silva
- 1999 - Sai de Baixo, Novela da Vida Privada
- 2000 - Lazos de familia.... Miguel Soriano
- 2001 - Sítio do Picapau Amarelo, A Festa da Cuca
- 2001 - As Filhas da Mãe.... Manolo Gutiérrez
- 2002 - El Clon.... el namorado de Maysa
- 2003 - Mujeres apasionadas.... Téo (Teófilo Ribeiro Alves)
- 2004 - Cabocla.... Coronel Boanerges de Sousa Pereira
- 2005 - Mad Maria .... Percival Farquhar
- 2005 - Belíssima.... Níkos (Nikolaos) Petrákis
- 2007 - Paraíso Tropical .... Antenor Cavalcanti
- 2008 - Faça Sua História, Robauto S.A. .... pasajero
- 2009 - India, una historia de amor .... Opash Ananda
- 2010 - Passione .... Antonio Mattoli (Totó)
- 2012 - Avenida Brasil .... Genésio
- 2012 - ¿Pelea o amor? .... Otávio de Alcântara Rodrigues e Silva
- 2013 - Sai de Baixo .... Jean Charles
- 2013 - A Mulher do Prefeito .... Reinaldo Rangel
- 2014 - La Fiesta .... Carlos Braga Vidigal
- 2014 - A Grande Familia .... Lineu
- 2015 - Luz, Câmera, 50 Anos .... presentador
- 2015 - Reglas del juego .... Zé Gavião
- 2017 - A Lei do Amor .... Roberval Mendes
- 2017 - Vade Retro .... Abel Zebu
- 2017 - Tempo de Amar .... José Augusto Correia Guedes
- 2018 - O Sétimo Guardião .... Olavo Aragão Duarte de Almeida
- 2017 - Verão 90 .... Figueirinha (voz)
- 2023 - Tierra de deseos .... Antônio La Selva

#### Cine
- 1968 - O Pequeno Mundo de Marcos.... Tony
- 1971 - Diabólicos Herdeiros
- 1976 - Ninguém Segura Essas Mulheres.... Gugu
- 1984 - Noites do Sertão.... Miguel
- 1987 - Leila Diniz.... sr. Diniz
- 1989 - Minas-Texas
- 1997 - O Noviço Rebelde.... Filipe
- 1997 - Pequeno Dicionário Amoroso.... Barata
- 2001 - A Partilha
- 2001 - Bufo & Spallanzani.... Guedes
- 2002 - Era Uma Vez... no Brasil
- 2006 - If I Were You.... Cláudio/Helena
- 2009 - If I Were You 2.... Cláudio/Helena
- 2009 - Tempos de Paz.... Segismundo
- 2010 - Chico Xavier .... Orlando
- 2014 - Getúlio .... Getúlio Vargas
- 2016 - Quase Memória .... Carlos
- 2017 - Chocante .... Lessa
- 2020 - Se eu fosse Você 3 .... Cláudio/Helena
- 2021 - 45 do Segundo Tempo .... Pedro Baresi

#### Teatro
- Quando as máquinas Param
- Rapazes da Banda
- Pequenos Assassinatos
- Meu Refrão: Olê, Olá
- O Pagador de Promessas
- A Morte e a Donzela
- Cenas de um Casamento
- Novas Diretrizes em Tempos de Paz